# Pablo Ervin Schmitz Simon
Pablo Ervin Schmitz Simon (ur. 4 grudnia 1943 w Fond-du-Lac) – amerykański duchowny rzymskokatolicki posługujący w Nikaragui, w latach 2017–2020 biskup Bluefields. 1984 - 1994 biskup pomocniczy Bluefields, 1994 - 2017 wikariusz apostolski tegoż terytorium.